# Мовний майдан

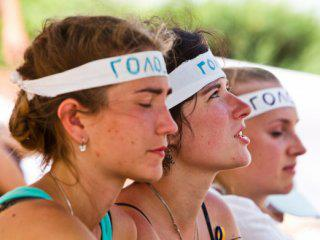
Мовний Майдан, липень 2012 року, на фото (зліва направо) учасники акції протесту голодуючі Анна Ющенко, Ольга Довганюк, Оксана Неживенко

Мовний майдан 2012 року — масові протести в Україні проти прийняття закону «Про засади державної мовної політики», який передбачав можливість офіційної двомовності в регіонах, де чисельність нацменшин перевищує 10 %.
Попри проведення акцій протесту низка обласних та місцевих рад ухвалили рішення про визнання російської мови регіональною.
Подальшого розвитку протести не набули та в серпні 2012 року залишки майдану розігнали правоохоронці.

## Розвиток подій
3 липня, після ухвалення Верховною Радою закону «Про засади державної мовної політики», на Європейській площі під Українським домом зібрався мітинг на підтримку української мови, деякі з учасників акції оголосили голодування. Частина протестувальників залишилася на ніч.
На наступний день між мітингувальниками та співробітниками спецпідрозділу «Беркут», стягнутими на місце подій, відбулися зіткнення зі застосуванням сльозогінного газу. 8 липня, попри акції протесту, що проходили не тільки в Києві, а й у ряді інших міст України, Президент України Янукович підписав скандальний «закон про мови».
Одним з активних діячів «мовного майдану» був Дмитро Різниченко. За події 4 липня 2012 він отримав вирок — два роки ув'язнення умовно за заподіяння тілесних ушкоджень працівникам міліції (приводом стало застосування ним газового балончика проти правоохоронців під час сутичок біля Українського дому).

## Результати
Закон «Про основи державної мовної політики» так і не був скасований та офіційно набув чинності. Однак, на думку політолога Володимира Фесенка, ухвалення закону не мало безпосередніх наслідків для мовної картини суспільства і виконувалося з політичною метою.